# Cucul (film)
Cucul este un film românesc din 2008 regizat de Cecila Felmeri.